# Toxicodendron rhetsoides
Toxicodendron rhetsoides là một loài thực vật có hoa trong họ Đào lộn hột. Loài này được (Craib) Tardieu miêu tả khoa học đầu tiên năm 1962.